# バセット級トローラー
バセット級トローラー（英語: Basset-class trawler）は、イギリス海軍の武装トローラーの艦級。

## 来歴
第一次世界大戦中、イギリス海軍は多数のトロール船型船艇を建造し、廉価な哨戒艦艇として、沿岸域での対潜戦や対機雷戦などに充当していた。これらは設計面では一般的なトロール船と同様であり、実際、大戦の終結に伴って、漁船としてのトロール船として竣工した船も多い。
この方式であれば、平時は漁船として操業している船舶を運航要員ごと徴用するだけで済むというメリットがあった。しかし一方で、元来が漁船としての設計であるため、非常時の代替品以上の価値を持ち得ないという問題もあった。
このことから1934年、補助対潜艦としての運用を前提に、戦時急速建造も想定したアドミラルティ・トローラーの設計が着手された。そしてそのプロトタイプとして建造されたのが本級である。

## 設計
上記の経緯より、本級は一般的な漁撈用のトロール船をもとに、対潜戦・対機雷戦に適合化して設計されている。潜水艦を追跡するため、釣合舵の採用などにより機動性を強化した。
ボイラーはスコッチボイラー、石炭焚きである。主機はレシプロ蒸気機関、1軸推進艦とされた。

## 装備
艦砲としては、40口径10.2cm単装砲（QF 4インチ砲Mk.IV）と45口径7.6cm高角砲（QF 3インチ砲）が予定された。実際には4インチ砲のみを搭載して竣工し、「バセット」では後に40口径7.6cm高角砲（QF 12ポンド砲）に換装された。
対潜兵器としては、爆雷投射機2基を搭載した。搭載数は25発（5発斉射×5回）であった。

## 同型艦一覧
- イギリス海軍
  - バセット（HMT Basset; T68）
  - マスティフ（HMT Mastiff; T10）
- カナダ海軍
  - コモックス（HMCS Comox; J64）
  - ファンディ（HMCS Fundy; J88）
  - ガスペ（HMCS Gaspe; J94）
  - ヌートカ→ナノーズ（HMCS Nootka→Nanoose; J35）
- 王立インド海軍
  - アーグラ（HMIS Agra; T254）
  - アフマダーバード（HMIS Ahmedabad; T264）
  - アムリトサル（HMIS Amritsar; T261）
  - バローダ（HMIS Baroda; T249）
  - ベラール（HMIS Berar; T256）
  - コルカタ（HMIS Calcutta; T339）
  - コーチ（HMIS Cochin; T315）
  - カタック（HMIS Cuttack; T251）
  - カラチ（HMIS Karachi; T262）
  - ラホール（HMIS Lahore; T253）
  - ラクナウ（HMIS Lucknow; T267）
  - マドゥラ（HMIS Madura; T268）
  - ムルターン（HMIS Multan; T322）
  - ナーグプル（HMIS Nagpur; T269）
  - ナーシク（HMIS Nasik; T258）
  - パトナ（HMIS Patna; T255）
  - ペシャーワル（HMIS Peshawar; T263）
  - プネー（HMIS Poona; T260）
  - クエッタ（HMIS Quetta; T332）
  - ラームプル（HMIS Rampur; T212）
  - シロン（HMIS Shillong; T250）
  - トラヴァンコール（HMIS Travancore; T312）